# André Barylla
André Barylla (* 31. Oktober 1967 in Leipzig) ist ein ehemaliger deutscher Fußballspieler. In der höchsten Spielklasse des DDR-Fußballs, der Oberliga, spielte er für den 1. FC Lokomotive Leipzig und den FC Wismut Aue.

## Sportliche Laufbahn

### Vereinskarriere
André Barylla stammt aus dem Nachwuchsbereich des 1. FC Lokomotive Leipzig, in dem er seit 1973 unter anderem von Thomas Matheja, Lothar Priebe und Bernd Kirsche trainiert wurde. 1984 wurde er mit der Jugendelf von Lok DDR-Meister.
Im Sommer 1986 rückte der Juniorennationalspieler beim 1. FC Lok aus dem Bezirksligateam in den Kader der ersten Mannschaft auf. Am 8. Spieltag der Saison 1986/87 debütierte er für den 1. FC Lok in der Oberliga beim 3:0-Heimsieg gegen die BSG Energie Cottbus, konnte sich aber langfristig im Erstligateam von Hans-Ulrich Thomale nicht durchsetzen.
Zum Jahresende 1986 wechselte Barylla für anderthalb Jahre zum Lokalrivalen BSG Chemie Leipzig, der in der zweitklassigen Liga vertreten war. Die dort erworbene Spielpraxis im Männerfußball ermöglichte ihm im Sommer 1988 die Rückkehr zum DDR-Spitzenclub 1. FC Lok Leipzig. Für die Lok-Elf aus der Messestadt war der Defensivakteur im Spieljahr 1988/89 nicht nur in der Oberliga, sondern ebenfalls auf internationalem Parkett aktiv. Im UEFA-Pokal bestritt er 1988/89 für die Leipziger gegen den FC Aarau und den SSC Neapel zwei der vier Partien bis zum Zweitrunden-Aus der Leipziger.
1989 ging der damalige Sportstudent zur BSG Wismut Aue. Mit dem Team aus dem Erzgebirge stieg Barylla in der Wendesaison 1989/90 aus der Oberliga ab. Im Winter 1990/91 nach der Wiedervereinigung Deutschlands wechselte er in der letzten eigenständigen Saison des ostdeutschen Fußballs innerhalb der Ligastaffel B vom inzwischen als FC Wismut Aue firmierenden BSG-Nachfolgeverein zum FSV Zwickau. Bei den Zwickauern blieb er, unterbrochen von einer Spielzeit beim 1. FC Union Berlin, bis 1999. 1993/94 gelang ihm mit dem FSV der Aufstieg unter Trainer Gerd Schädlich in die 2. Bundesliga. In dieser Liga konnten sich die Westsachsen vier Jahre halten, bis 1997/98 der Abstieg in die drittklassige Regionalliga folgte. Nach einem Jahr in dieser Spielklasse beendete Barylla vorerst seine Laufbahn. Im Jahr 2000 wurde der Abwehrmann vom SV Schmölln 1913 reaktiviert und kickte später noch beim SV Mosel.

### Auswahleinsätze
Wenige Tage vor seinem Oberligaeinstand im Herbst 1986 hatte André Barylla mit Mitspielern wie Matthias Sammer, Rico Steinmann und Axel Kruse im Finale der Junioreneuropameisterschaft 1986 den kontinentalen Titel mit der U-19 der DDR durch einen 3:1-Sieg gegen Italien errungen. Das DDR-Fachblatt fuwo gab dem Leipziger Verteidiger trotz seines Stammplatzes während des Turniers in Jugoslawien nicht die besten Noten, bezeichnete ihn „[m]itunter als Unruhefaktor in unserer sonst geschlossenen Abwehr.“
In den DDR-Kader für die Junioren-WM 1987 in Chile schaffte er es ein Jahr später als Zweitligafußballer nicht. In der Nachwuchsauswahl des DFV wurde er einmal – im März 1989 gegen die ČSSR – eingesetzt.

## Trivia
Sein Sohn Anthony wechselte im Sommer 2017 von der aufgelösten Reserve von RB Leipzig zu Baryllas ehemaligem Verein FSV Zwickau und merkte dazu an: „Mein Vater hat in Zwickau vier Jahre zweite Bundesliga gespielt. Ich hoffe, ich kann an seine Leistungen anknüpfen und will erst einmal den Sprung in Liga drei schaffen.“ Auch bei einem anderen früheren Verein des Vaters, dem FC Erzgebirge Aue, unterschrieb der Sohn später in seiner Karriere.

## Statistik
- DDR-Oberliga: 30 Spiele
- DDR-Liga: 58 Spiele, 5 Tore
- 2. Bundesliga: 74 Spiele
- Regionalliga: 37 Spiele
- Amateur-Oberliga: 59 Spiele, 5 Tore
- Europapokal: 2 Spiele